# جايسون كير
جايسون كير (7 أبريل 1974 في المملكة المتحدة - ) (بالإنجليزية: Jason Kerr)‏ هو لاعب كريكت بريطاني. لعب مع نادي مقاطعة ديربيشاير للكريكت ‏ ونادي مقاطعة سومرست للكريكت ‏.

## وصلات خارجية
- جايسون كير على موقع إي آس بي آن كريك إنفو (الإنجليزية)